# 洞头岛
洞头岛为浙江省洞头列岛主岛，位于瓯江入海口以东39海里的洋面，属温州市洞头区管辖。
洞头岛是浙江省级风景区，有仙叠岩、半屏山、大瞿岛、大门岛、海上西湖、竹屿岛、东沙七大景区，海滨休闲与渔乡风情为主要特色。